# ورم حبيبي للأجسام الغريبة

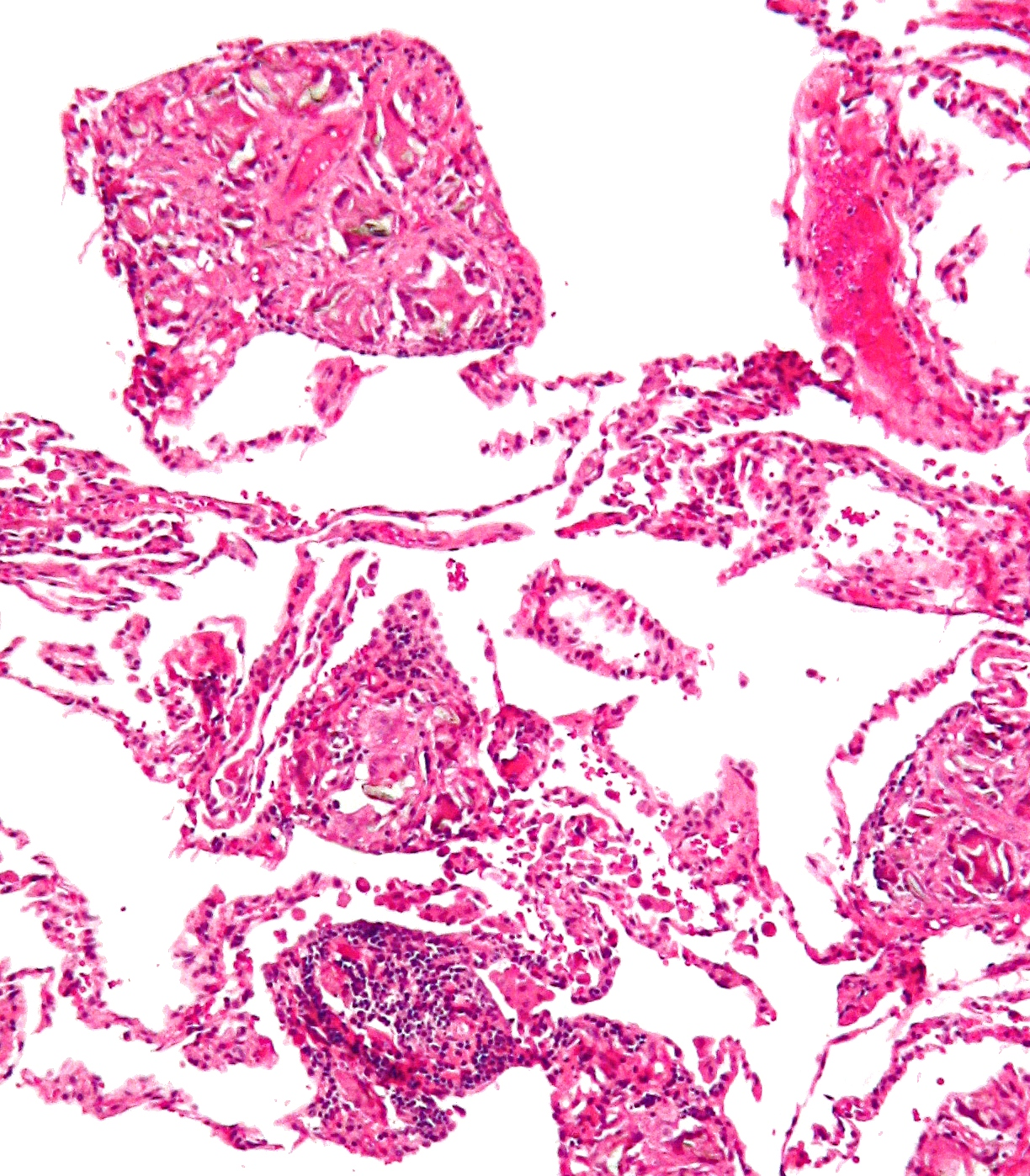
استجابة الأجسام الغريبة للتالك (السحار التلكي) نتيجة استخدام العقاقير عبر الوريد. صبغة الهيماتوكسيلين والأيوزين.

الورم الحبيبي للأجسام الغريبة عبارة عن استجابة النسيج الحيوي لأي مواد غريبة في النسيج. ويُعد تمحفظ الأنسجة جزءًا من ذلك. والعدوى الكائنة حول الشَظِيَّة هي أيضًا جزء من ذلك.
يؤدي وجود الطعم المغروس في الجسم إلى تغيير مدى استجابة الالتئام، وهذا ما يسمى بـتفاعل الجسم الغريب (FBR). يتضمن تفاعل الجسم الغريب : امتصاص البروتين والبلاعم والخلايا العملاقة للأجسام الغريبة متعددة النواة (انصهار البلعم) والأرومة الليفية و تولد الأوعية.
ويمكن أن يحدث بسبب البيريليوم.

## اقرأ أيضاً
- ورم قطني